# Дубровка (Томская область)
Дубро́вка — село в Зырянском районе Томской области, Россия. Административный центр Дубровского сельского поселения.

## География
Село располагается на юго-западе Зырянского района, недалеко от административной границы с Кемеровской областью. С севера Дубровку огибает река Берла. Через Берлу там же идёт автомобильная дорога, соединяющая село напрямую с райцентром. Расстояние до Зырянского — 13 км по автодороге.

## Население
| 1926 | 2002 | 2010 | 2012 | 2013 | 2014 | 2015 |
| ---- | ---- | ---- | ---- | ---- | ---- | ---- |
| 876  | ↘546 | ↘350 | ↘315 | ↘305 | ↘295 | ↘291 |
| 2016 | 2021 |      |      |      |      |      |
| ↘290 | ↘235 |      |      |      |      |      |

## Социальная сфера и экономика
В посёлке есть фельдшерско-акушерский пункт, основная общеобразовательная школа, Дом культуры и библиотека.
Основа местной экономической жизни — сельское хозяйство и розничная торговля.